# 世田谷区立桜町小学校
世田谷区立桜町小学校（せたがやくりつ さくらまちしょうがっこう）は、東京都世田谷区用賀1丁目にある公立小学校。当校と区立深沢中学校・区立深沢小学校・区立新町保育園・ラフ・クルー駒沢保育園・さくらしんまち保育園・用賀なのはな保育園深沢分園・ポピンズナーサリースクール世田谷中町の8校園で『桜咲く深緑の学び舎』を構成する。

## 沿革
- 1952年（昭和27年）
  - 4月1日 - 設立[1]。
  - 4月8日 - 深沢小学校から308名、京西小学校から330名、玉川小学校から420名の計1058名、学級数21学級（第5学年まで）と教職員25名、主事5名で開校。
  - 6月 - 校章制定。
- 1953年（昭和28年） - 校歌制定。
- 1958年（昭和33年） - 校庭にけやきが植えられた。
- 1961年（昭和36年） - わかくさ学級が開級。
- 1962年（昭和37年） - 体育館完成。
- 1963年（昭和38年） - プール完成。
- 1974年（昭和49年） - 鉄筋校舎完成。
- 1976年（昭和51年） - 岩石園と観察池完成。
- 1986年（昭和61年） - 体育館を造り替え、落成記念式典挙行。
- 1991年（平成3年） - 小プールとランチルーム完成。
- 1997年（平成9年） - BOPができた。
- 2000年（平成12年） - 新BOPができた。
- 2001年（平成13年） - 開校50周年記念式典挙行。
- 2010年（平成22年） - 西校舎改築完成。
- 2011年（平成23年） - 校庭整備完了。

## 教育目標
人間尊重の精神を基調として、知・徳・体の調和のとれた児童の育成を目指して、次の教育目標を掲げる。
- ○考え深い子ども
- ○やさしい子ども
- ○たくましい子ども

## 児童数
2023年（令和5年）4月14日時点
| 学年 | 1年 | 2年 | 3年 | 4年 | 5年 | 6年 | わかくさ （特別支援） | 合計 |
| ---- | --- | --- | --- | --- | --- | --- | --------------------- | ---- |
| 学級 | 4   | 5   | 5   | 5   | 4   | 4   | 5                     | 32   |
| 児童 | 136 | 165 | 159 | 155 | 132 | 154 | 39                    | 940  |

## 学区
出典
- 桜新町1丁目（全域）
- 桜新町2丁目（6～12番、15～31番）
- 玉川台1丁目（8～17番）
- 中町5丁目（1番、8～11番、24番、25番）
- 深沢7丁目（全域）
- 深沢8丁目（全域）
- 用賀1丁目（全域）
- 用賀2丁目（全域）

## 進学先中学校
- 世田谷区立瀬田中学校[4] - 玉川台と用賀1丁目（9～27番）、用賀2丁目（13～41番）から通う児童の主な進学先
- 世田谷区立深沢中学校[5] - 中町と深沢及び桜新町と用賀1丁目（1～8番）、用賀2丁目（1～12番）から通う児童の主な進学先

## 交通
- 東急バス
  - 「神学院前」停留所から徒歩5分。
  - 「深沢中学入口」停留所から徒歩8分。
- 東急電鉄田園都市線桜新町駅および用賀駅から徒歩13分。

## 主な出身者
- 野口絵子

## 周辺
- 小板橋内科 - 世田谷区道をはさんで、敷地が隣接。
- 世田谷共育舎用賀なのはな保育園深沢分園 - 進級前保育園のひとつ
- 老人ホームトラストガーデン用賀の杜
- 世田谷区立深沢西公園
- 聖公会神学院
- 清泉インターナショナル学園
- 国道246号線
- 首都高速道路3号渋谷線
- このほか、中小規模のマンション・アパートなどの住宅や店舗および小板橋内科以外の医療機関が点在するほか、国道246号が近いため、ロードサイド店もある。